# انجمن انسان‌گرای آمریکایی
انجمن انسان‌گرای آمریکایی (به انگلیسی: The American Humanist Association (AHA)) یک سازمان آموزشی در ایالات متحده آمریکا است که از گسترش انسان‌گرایی حمایت می‌کند. با این عقیده که انسان‌گرایی یک فلسفه مترقی برای زندگی است، که بدون خداباوری یا باورهای فراطبیعی، مهر تأییدی بر توانایی و مسئولیت‌های انسان‌ها می‌زند، و به داشتن زندگی تکمیل اخلاقی و تلاش برای خیر عمومی بشر تأکید می‌کند. هدف انجمن انسان‌گرای آمریکا، فعالیت به عنوان یک صدای دموکراتیک و با صراحت انسان‌گرایی در آمریکا، برای افزایش آگاهی و پذیرش عمومی انسان‌گرایی و حفظ و ارتقای موقعیت انسان‌گرایان در جامعه‌است.
انجمن انسان‌گرای آمریکایی در ۱۹۴۱ بیان‌گذاری شد، و در حال حاضر کمک‌های حقوقی برای دفاع از حقوق سکولار و اقلیت‌های مذهبی فراهم می‌کند. همچنین در کنگره آمریکا در مورد موضوعات جدایی دین از سیاست لابی‌گری می‌کند. این سازمان ۱۵۰ گروه محلی وابسته دارد که به فعالیت اجتماعی، بحث فلسفی و جامعه‌سازی می‌پردازند. AHA دارای چندین نشریه است که معروف‌ترین آنها مجله The Humanist نام دارد. در این مجله مقاله‌هایی دارای داوری همتا دربارهٔ فلسفه انسان‌گرایی منتشر می‌شود. مدیر اجرایی فعلی سازمان، روی اسپکهارت است، که به‌طور منظم برای هافینگتون پست و پاتئوس می‌نویسد.

## برندگان جایزه انسان‌گرای سال
این سازمان همه‌ساله جایزه‌ای به نام «انسان‌گرای سال» The Humanist of the Year اهدا می‌کند. فهرست زیر دریافت‌کنندگان این جایزه‌اند:
- آنتون جی کارلسون - ۱۹۵۳
- آرتور اف. بندلی - ۱۹۵۴
- جیمز پی. وارباس - ۱۹۵۵
- سی. جودسون هریک - ۱۹۵۶
- مارگارت سینجر - ۱۹۵۷
- اسکار ریدل - ۱۹۵۸
- براک چیشالم - ۱۹۵۹
- لیو زیلارد - ۱۹۶۰
- لینوس پاولینگ - ۱۹۶۱
- جولین هاکسلی - ۱۹۶۲
- هرمان جی مولر - ۱۹۶۳
- کارل راجرز - ۱۹۶۴
- هادسون هوگلند - ۱۹۶۵
- اریش فروم - ۱۹۶۶
- آبراهام مزلو - ۱۹۶۷
- بنجامین اسپاک - ۱۹۶۸
- باکمینستر فولر - ۱۹۶۹
- ای. فیلیپ رندولف - ۱۹۷۰
- آلبرت الیس - ۱۹۷۱
- بی‌اف اسکینر - ۱۹۷۲
- توماس زاز - ۱۹۷۳
- جوزف فلتچر - ۱۹۷۴
- مری کالدرون - ۱۹۷۵
- هنری مورگنتیلر - ۱۹۷۵
- بتی فریدان - ۱۹۷۵
- جوناس سالک - ۱۹۷۶
- کورلیس لامونت - ۱۹۷۷
- مارگارت کوهن - ۱۹۷۸
- ادوین اچ ویلسون - ۱۹۷۹
- آندره ساخاروف - ۱۹۸۰
- کارل سیگن - ۱۹۸۱
- هلن کالدیکات - ۱۹۸۲
- لستر ای. کرکندال - ۱۹۸۳
- آیزاک آسیموف - ۱۹۸۴
- جان کنت گالبرایت - ۱۹۸۵
- فای واتلتون - ۱۹۸۶
- مارگارت اتوود - ۱۹۸۷
- لئو ففر - ۱۹۸۸
- جرالد ای. لارو - ۱۹۸۹
- تد ترنر - ۱۹۹۰
- لستر براون - ۱۹۹۱
- کورت وانگات - ۱۹۹۲
- ریچارد دی لم - ۱۹۹۳
- لوید مورین - ۱۹۹۴
- مری مورین - ۱۹۹۴
- اشکلی مونتاگو - ۱۹۹۵
- ریچارد داوکینز - ۱۹۹۶
- آلیس واکر - ۱۹۹۷
- باربارا ارنریش - ۱۹۹۸
- ادوارد ویلسون - ۱۹۹۹
- ویلیام اف. شولز - ۲۰۰۰
- استفان جی گولد - ۲۰۰۱
- استیون واینبرگ - ۲۰۰۲
- شروین تی واین - ۲۰۰۳
- دنیل دنت - ۲۰۰۴
- موری گل-مان - ۲۰۰۵
- استیون پینکر - ۲۰۰۶
- جویس کارول اوتس - ۲۰۰۷
- پیت استارک - ۲۰۰۸
- پی‌زی مایرز - ۲۰۰۹
- بیل نای (دانشمند) - ۲۰۱۰
- ربکا گولدستین - ۲۰۱۱
- گلوریا استینم - ۲۰۱۲
- دن سوج - ۲۰۱۳
- بارنی فرانک - ۲۰۱۴
- لاورنس کراوس - ۲۰۱۵
- جارد دایموند - ۲۰۱۶
- آدام سویج - ۲۰۱۷
- جنیفر اونتلت - ۲۰۱۸
- سلمان رشدی - ۲۰۱۹